# St. Johannes der Täufer (Mettendorf)

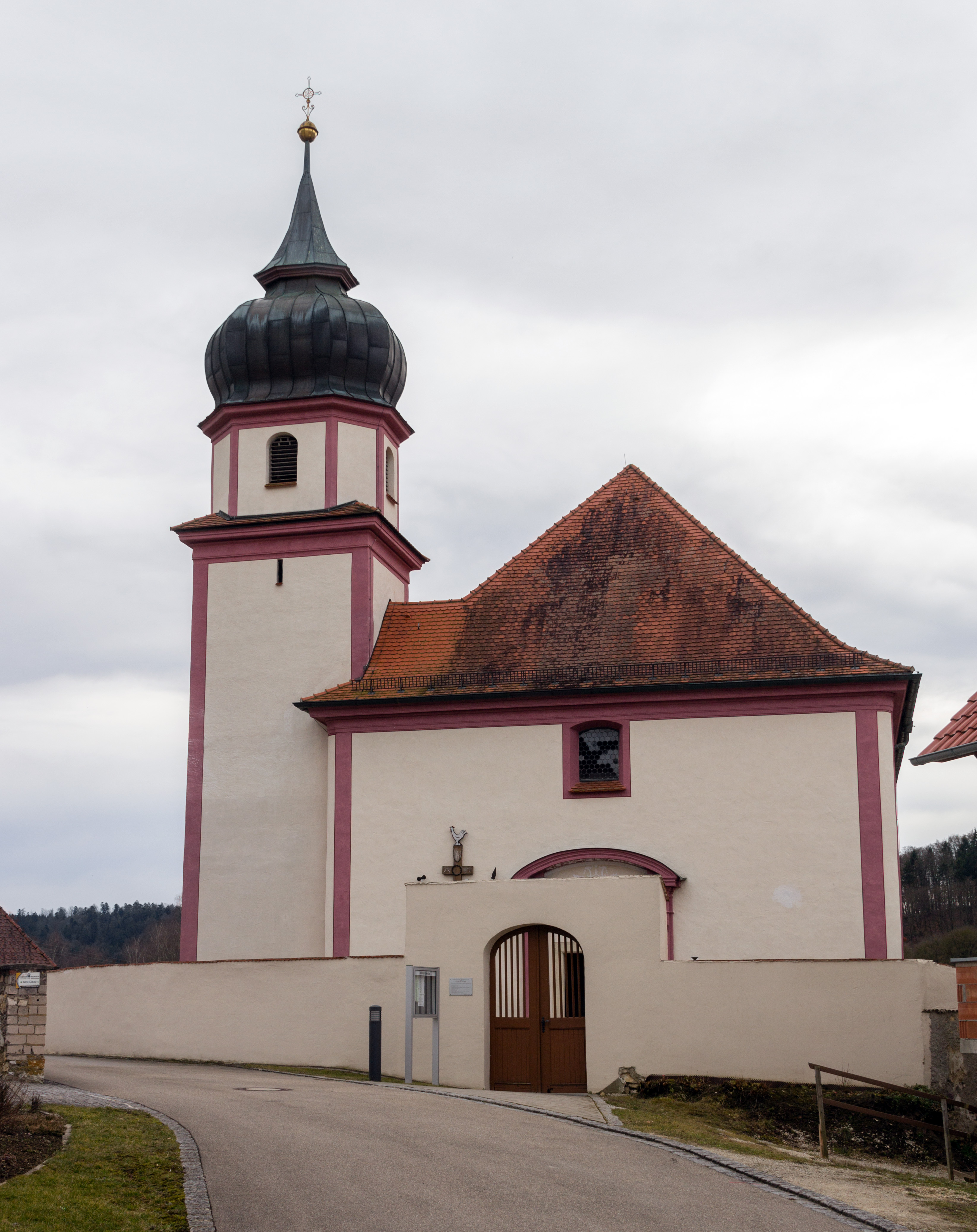
St. Johannes der Täufer (Mettendorf)

Die römisch-katholische, denkmalgeschützte Filialkirche und Wallfahrtskirche St. Johannes der Täufer, die 1737/38 in Mettendorf, einem Gemeindeteil der Stadt Greding im Landkreis Roth (Mittelfranken, Bayern) gebaut wurde. Das Bauwerk ist unter der Denkmalnummer D-5-76-122-155 als Baudenkmal in der Bayerischen Denkmalliste eingetragen. Die Kirche gehört zum Pfarrverband Greding im Dekanat Roth-Schwabach des Bistums Eichstätt.

## Beschreibung
Die Saalkirche besteht aus einem Langhaus, das mit einem Walmdach bedeckt ist, einem eingezogenen Chor mit dreiseitigem Abschluss im Süden und einem seitlichen Kirchturm im Nordosten. Das oberste, achteckige Geschoss des mit einer Zwiebelhaube bedeckten Kirchturms auf quadratischem Grundriss beherbergt hinter den Klangarkaden den Glockenstuhl, in dem zwei Kirchenglocken hängen. Sowohl der Chor als auch das Langhaus sind mit Spiegelgewölben überspannt. Die Deckenmalerei im Chor zeigt die Taufe Jesu sowie die heilige Anna. Der die Bilder rahmende Stuck stammt von Franz Xaver Horneis. An den Brüstungen der beiden Emporen im Langhaus sind Szenen aus dem Leben Marias dargestellt. Der Hochaltar entstand um 1720. Das Altarretabel stammt jedoch aus dem frühen 17. Jahrhundert und zeigt Johannes den Täufer. Die Orgel wurde 1879 von G. F. Steinmeyer & Co. als Opus 185 gebaut. Sie umfasst zehn Register auf einem Manual und Pedal.

## St. Anna-Wallfahrt
Wann die 1601 erwähnte Vorgängerkirche des heutigen Barockbaus errichtet wurde, ist nicht bekannt.
Zwei Figuren wurden von Schulmeister Philipp Schnepf aus dem evangelischen Ebermergen bei Donauwörth nach Mettendorf gebracht. Laut einem Bericht des Haunstetter Pfarrers Johannes Geyer hatte Schnepf die Bilder zweieinhalb Jahre in einer Herberge bei Mündlingen aufbewahrt. Am 15. September 1727 wurden die beiden Gnadenbilder, eines von der Burg Liebeneck zu Kirche von Mettendorf getragen. Eines ist 1,15 m groß und zeigt Maria mit dem Mond zu ihren Füßen, das nackte Jesuskind auf dem linken Arm, in der rechten Hand ein Zepter und auf dem Haupt eine Krone. Es entstand zwischen 1480 und 1490. Die andere, bedeutendere, 80 cm große Figur zeigt Anna selbdritt, eine sitzende Mutter Anna mit den Jesuskind und Maria auf ihren Knien, und entstand um 1500. Deren Aufstellung führte zu einer Wallfahrt.
Der Heimbacher Pfarrer beschwerte sich am 13. November 1727, dass die neue Wallfahrt diejenige in Linden schädigt. Am 15. Dezember 1727 wurde Schnepf von Weihbischof Nieberlein, Generalvikar Ziegler und den Räten Wittmann, Biba und Ottinger verhört. Als Ergebnis wurden die Figuren nach Mettendorf zurückgebracht und mit zwei Lobämtern begrüßt. An Lichtmess 1728 kam ein Kaplan nach Haunstetten um die Wallfahrer zu betreuen. Im Juni 1728 folgte ein zweiter Kaplan. Im gleichen Jahr wurden auch erste Eingaben für einen Kirchenneubau gemacht. 1736 wurde um einen dritten Kaplan gebeten. Der Grundstein für die neue Kirche wurde vom Kipfenberger Dekan am 12. April 1737 gelegt. 1737 entstand die neue Kirche nach Plänen des eichstättisch-fürstbischöflichen Hofbaumeisters Gabriel de Gabrieli und wurde von Franz Xaver Horneis reich stuckiert. Am 24. August 1740 weihte Fürstbischof Johann Anton II. von Freyberg das Gotteshaus. 1745 wurde eine Bruderschaft zu Ehren der Mutter Anna gegründet. 1746 wurde ein Supernumerarius, ein dritter Priester bestellt. 1741 wurde Johann Jakob Hufnagel Pfarrer in Greding. Er wollte Mettendorf als Filiale für Greding. Am 14. Oktober 1749 wurde dem Haunstettener Pfarrer mitgeteilt, dass ab Lichtmess 1750 Mettendorf nach Greding umgepfarrt wird. Die Kapläne zogen in Frühmesserhaus nach Greding, welches zwischen dem heutigen Kaplanhaus und dem Pfarrhaus liegt. 1753 wurde eine Glocke umgegossen und 1754 eine zweite Glocke beschafft. Die Wallfahrt blieb von der Besucherzahl her stabil, aber die Einnahmen nahmen ab. Am 3. September 1808 legte König Maximilian I. Joseph in einem Dekret fest, dass die Seelsorge in Mettendorf eingestellt werden soll, der Messner entlassen werden soll und das Vermögen mit der Mutterkirche vereinigt werden soll. Am 3. Dezember 1808 wurde die letzte Messe gelesen, am 30. Dezember 1808 wurde die Kirche ausgeräumt. 1809 kamen die beiden Gnadenbilder in die Pfarrkirche nach Greding. 1817 wurde das Vermögen der Kirchenstiftung zurückerstattet. Am 21. Oktober 1827 wurden die Gnadenbilder nach Mettendorf zurückgebracht. Die Wallfahrt hatte aber wesentlich weniger Besucher als zuvor. 1879 wurde eine Orgel der Firma Steinmeyer aus Oettingen beschafft. 1887 wurde eine Sakristei angebaut, 1889 ein Kreuzweg und um 1900 zwei Glocken angeschafft.